# Cellador
I Cellador sono una power metal band statunitense originaria di Omaha, Nebraska.

## Storia
Chris Petersen e Josh Krohn fondarono la band sotto il nome Apostate.
I Cellador hanno subito diversi cambi di formazione sino ad oggi, tant'è che nessuno degli attuali componenti fa parte della formazione originale del 2003 a parte il chitarrista Chris Petersen.
Bill Hudson ha lasciato la band nel gennaio 2008.

## Formazione

### Formazione attuale
- Michael Gremio (Michael Smith Jr.) - voce
- Chris Petersen - chitarra
- Mika Horiuchi - basso
- Rick Halverson - batteria

### Ex componenti
- Bill Hudson - chitarra, tastiere
- Josh Krohn - basso, voce
- Albert Kurniawan - batteria
- Joey "Necrotic Fleshrot" Cardenas - batteria
- Warren "Andy" Curry - voce
- Sam Chatham - chitarra
- Valentin Rakhmanov - basso
- David Dahir - batteria

## Discografia
Album in studio
- 2006 - Enter Deception
- 2017 - Off the Grid

Demo
- 2004 - The Burning Blue

EP
- 2005 - Leaving All Behind
- 2011 - Honor Forth